# Salpar

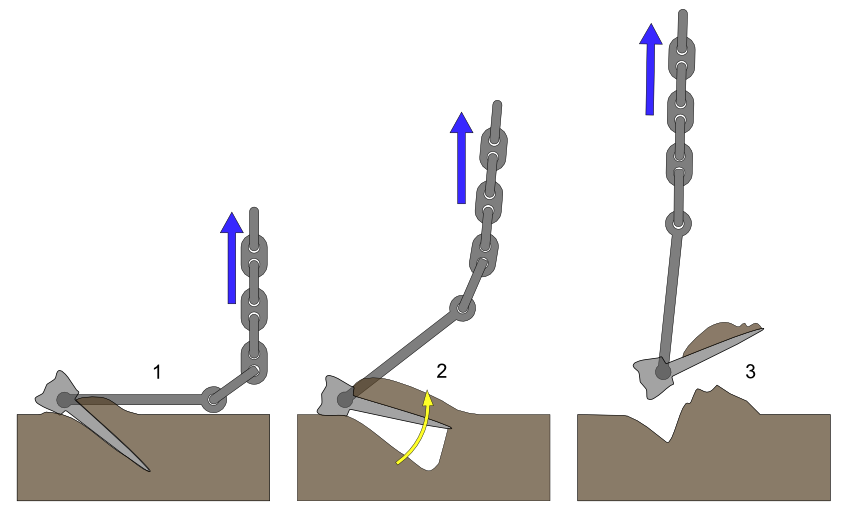
Desfermar una àncora del fons.

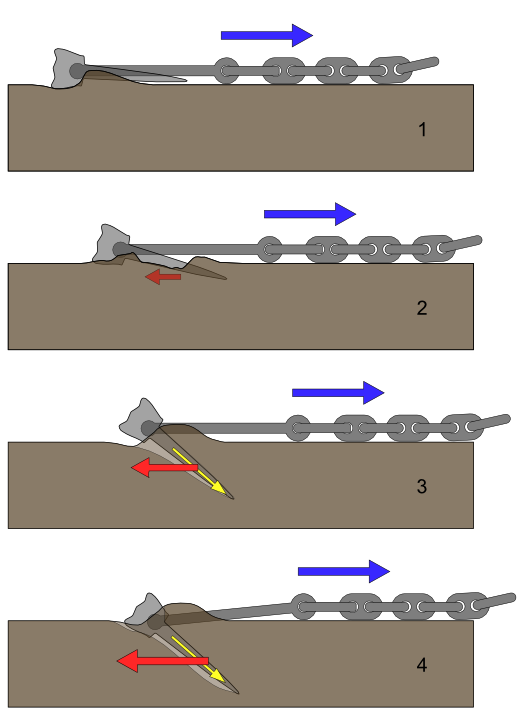
Afermar una àncora al fons.

Relacionada amb els vaixells, salpar l'àncora és l'acció de desfermar-la del fons i hissar-la a bord. En sentit general salpar significa partir, iniciar un viatge.

## Aspects generals
Salpar, en el sentit clàssic de llevar l'àncora, implica una situació prèvia amb un vaixell ancorat. Ambdues operacions (calar o afermar, llevar o salpar) són tècniques molt antigues que poden ser físicament molt diferents al llarg dels temps. En cada època s'empraven àncores diferents amb gúmenes, cables o cadenes diverses. I diferents màquines per a moure les àncores.

### Època antiga (des dels orígens fins alseglexii)
Els vaixells fenicis, egipcis, grecs i romans disposaven d'àncores molt semblants a les tradicionals dels segles XVII i XVIII. La diferència rau en els materials: fusta i plom envers de les àncores de ferro forjat més modernes. Les maniobres de fondejar i salpar degueren ser similars a les emprades en èpoques posteriors.
La documentació escrita sobre “salpar” és relativament escassa i cal estudiar les traduccions a les llengües vives i, eventualment, les expressions originals.
|  |  |  |  |

### Època medieval (segle XII-XVI, aproximadament)
Les àncores, ruixons i rampagolls medievals dels vaixells d'un cert tonatge podrien estudiar-se classificant la seva aplicació a les galeres (i similars) o a les naus. Hi ha una munió de documents que parlen del fet de salpar tan en el sentit de llevar (l'àncora) com indicant l'acció de partir en general.

### Segle XVII-XIX
Considerant aquest període amb àncores molt iguals i ben definides (amb cos d'acer forjat i cep de fusta o ferro) hom pot afirmar que les maniobres associades i la terminologia estan ben documentades en diccionaris i obres especialitzades.

#### Llevar àncores i donar vela
Les maniobres de salpar amb un vaixell de vela fondejat amb una o dues àncores podien ser relativament complexes. Alguns manuals militars de navegació explicaven amb precisió moltes de les variants possibles.

### Seglexixfins a l'actualitat
Els canvis més importants són deguts als nous tipus d'àncora (inventats, patentats i comercialitzats) i de cadenes. La terminologia de les maniobres no varia.

## Documents
Un recull de documents, ordenats cronològicament, que permeten comparar l'ús real de salpar i expressions relacionades.
- Heròdot: “... els colons, doncs, salparen cap a Líbia...” (traducció de Joaquim Gestí).[5]
- Tucídides: "...els atenesos de Sicília llevaren àncores i salparen de Catana...." (traducció de Manuel Balasch).[6][7][8]
- c80 dC. Plutarc de Queronea Vides paral·leles: "... però davant el refús d'Hieró, llevà l'àncora cap a l'Àsia..."(traducció de  Carles Riba).[9]
- 1335. Antic italià "sarpare" ("serpare").[10]
- 1516. Orlando furioso

| «                                     | L'ancora sarpa e fa girar la proda, Verso ponente, e ogni vela snoda. | » |
| — Orlando furioso. Cant 18. Vers 140. |                                                                       |   |

- 1615. “... Hizo señal el cómitre que zarpasen el ferro...”. Segona part del Quixot.[12]
- 1776. “...zarpó precipitadamente las anclas a favor de la oscuridad...”[13]
- 1783. "Machine pour salper les ancres".[14]
- 1852. Miguel Tacón y Rosique va tornar a Espanya en una fragata preparada especialment. Quan va arribar a bord: “... zarpó esta el ancla...".[15]